# جک شپرد (دزد)
جک شپرد (انگلیسی: Jack Sheppard) ‏ (۴ مارس ۱۷۰۲ – ۱۶ نوامبر ۱۷۲۴) یک سارق حرفه‌ای و مشهور در لندن و در اوایل قرن هجدهم بود.
شهرتش به این سبب بود که در سال ۱۷۲۴ دستگیر شد و پس از آن ۵ بار به زندان افتاد که موفق شد از ۴ مورد آن بگریزد. وی بارها از لباس و رخت خواب خود برای پایین پریدن از دیوارهای زندان استفاده کرد. در نهایت با دستگیری و اعدام وی، به زندگی کوتاه مجرمانه اش پایان داده شد.